# Ouvre-boîte
Ne doit pas être confondu avec L'Ouvre-boîte.

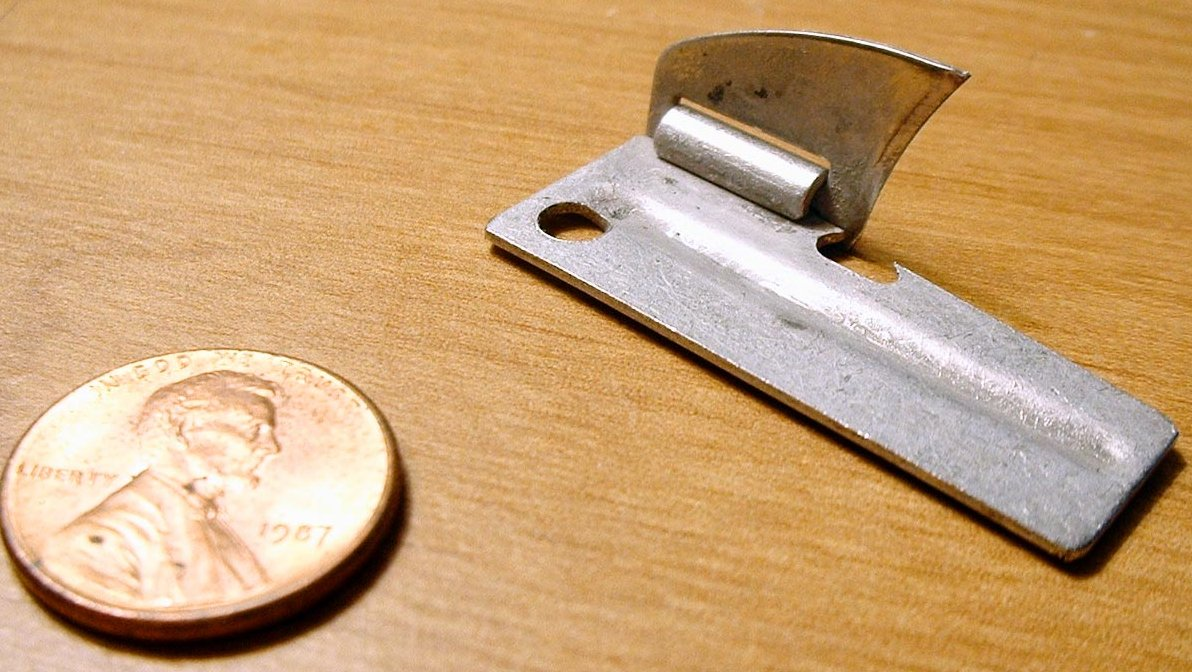
Un ouvre-boîte modèle P-38 de l'armée américaine.

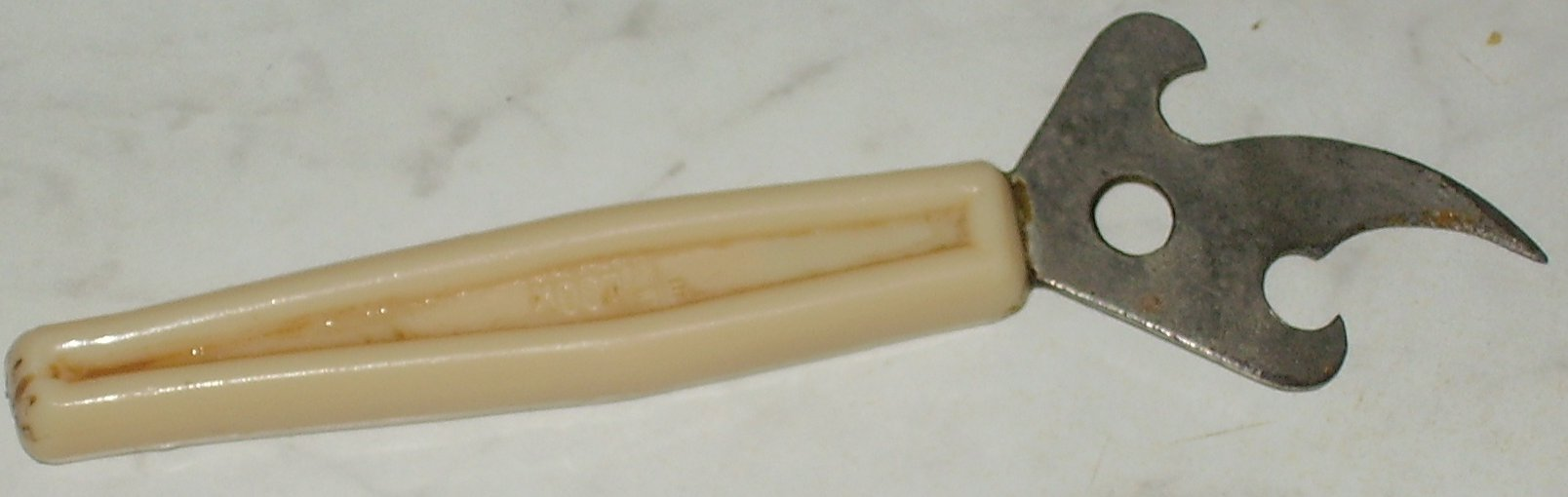
Ouvre-boîte russe, époque soviétique, ambidextre.

Un ouvre-boîte, ou ouvre-boite, parfois ouvre-boîtes ou ouvre-boites, est un outil servant à ouvrir les boîtes de conserves métalliques lorsqu'elles sont dépourvues de système d'ouverture facile.
Il existe de nombreuses variétés d'ouvre-boîtes manuels ou électriques. On trouve souvent une fonction ouvre-boîte incorporée dans les couteaux de poches multilames.
La plupart des ouvre-boîtes sont conçus pour les droitiers, ce qui rend malaisée l'utilisation pour la population gauchère, mais il existe des ouvre-boîtes spécifiquement pour gauchers, ainsi que des modèles ambidextres.

## Historique

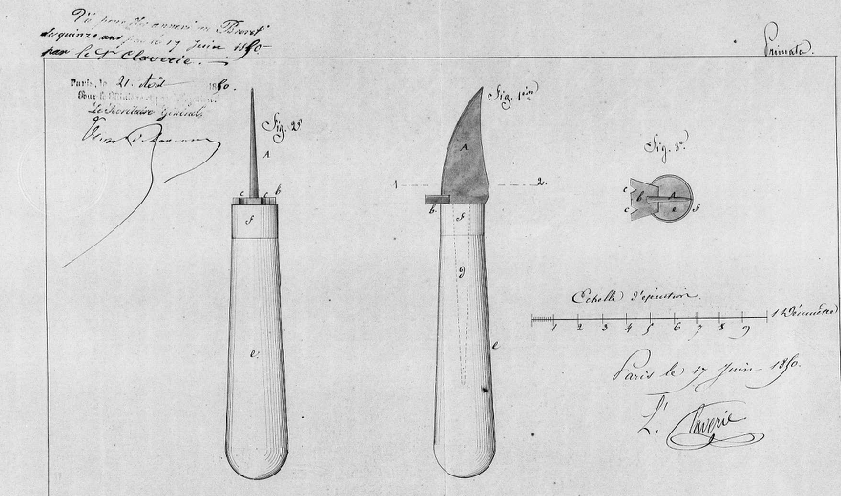
Brevet ouvre-boîte Claverie 1850.

Alors que les premières boîtes de conserve appertisées (du nom de Nicolas Appert, inventeur du procédé) datent des années 1810, il fallut attendre près de 40 ans pour voir apparaître le premier ouvre-boîte. En effet les premières boîtes de conserve étaient formées d'un métal relativement épais et demandaient beaucoup d'efforts pour les ouvrir et c'est l'apparition de boîtes en métal plus fin qui autorisa la mise au point de l'ouvre-boîte.
C'est le Français Léon Bernard Claverie, coutelier à Paris galerie Vivienne 58, qui dépose le premier brevet connu. Le 17 juin 1850, il fait une demande de brevet de 15 ans au ministère de l'Agriculture et du Commerce, sous le no 10042 et l'appellation Genre de couteau à levier propre de conserves ou autre vases ou bouteille.

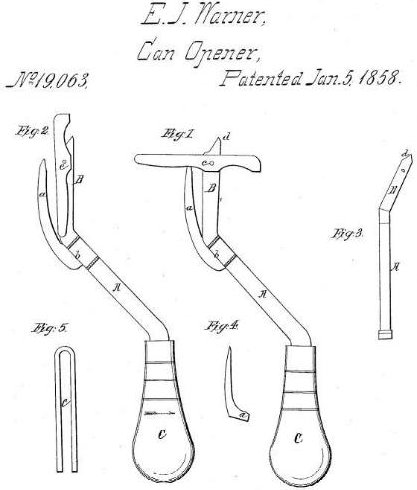
Ouvre-boîte Warner, brevet américain, 1858.

## Technologie
Les modèles à simple lame, avec ou sans molette crantée, demandent effort et habileté. L'ouvre-boîte le plus répandu est actuellement le système à deux molettes, l'une crantée et l'autre coupante, également monté sur les ouvre-boîte électriques.
D'autres systèmes sont encore répandus dans certains pays : lame et point d'appui interne en Russie, lame et molette crantée horizontale en Allemagne.
Les « clés à sardines », qui servaient autrefois à enrouler les couvercles minces des conserves de poissons, tendent à disparaître du marché, par suite de l'adoption d'opercules prédécoupés d'ouverture beaucoup plus facile, comportant un anneau dans lequel on passe le doigt pour tirer plus aisément le couvercle.
Il existe aussi des perce-boîtes à pointe, prévus pour les boîtes de lait concentré (très populaires en Allemagne, par exemple) et d'autres à levier et lame triangulaire articulée ou non, utiles pour les plus grandes boîtes de denrées liquides et les bidons d'huile alimentaire ou automobile.

## Ouvre-boîtes incorporés
Les canettes de boisson sont dotées depuis 1963 d’un système d’ouverture facile incorporé, appelé anneau de Fraze, du nom de l'inventeur de ce système, Ermal C. Fraze (en).
Francis Blanche, en 1966, exprime ses difficultés à utiliser un ouvre-boîte sur une boîte de conserve dépourvue de ce système d'ouverture facile en demandant au fabricant de son ouvre-boîte récalcitrant de lui envoyer un dépanneur,.

## Collection
Les ouvre-boîtes font l'objet d'une collection : l'appertophilie. L'appertophiliste doit son nom à Nicolas Appert.

Différents types d'ouvre-boîte
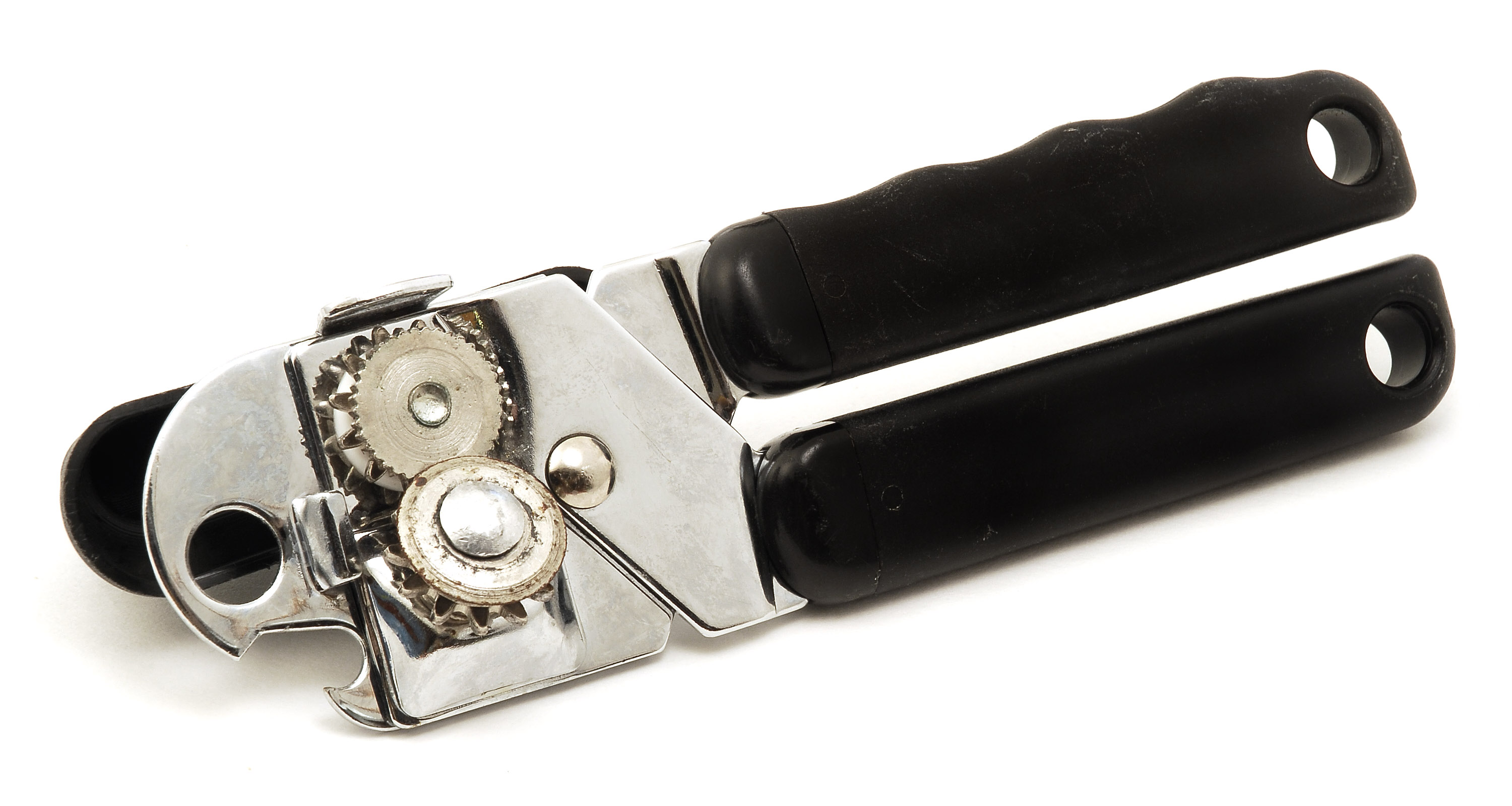
Ouvre-boîte à deux molettes.
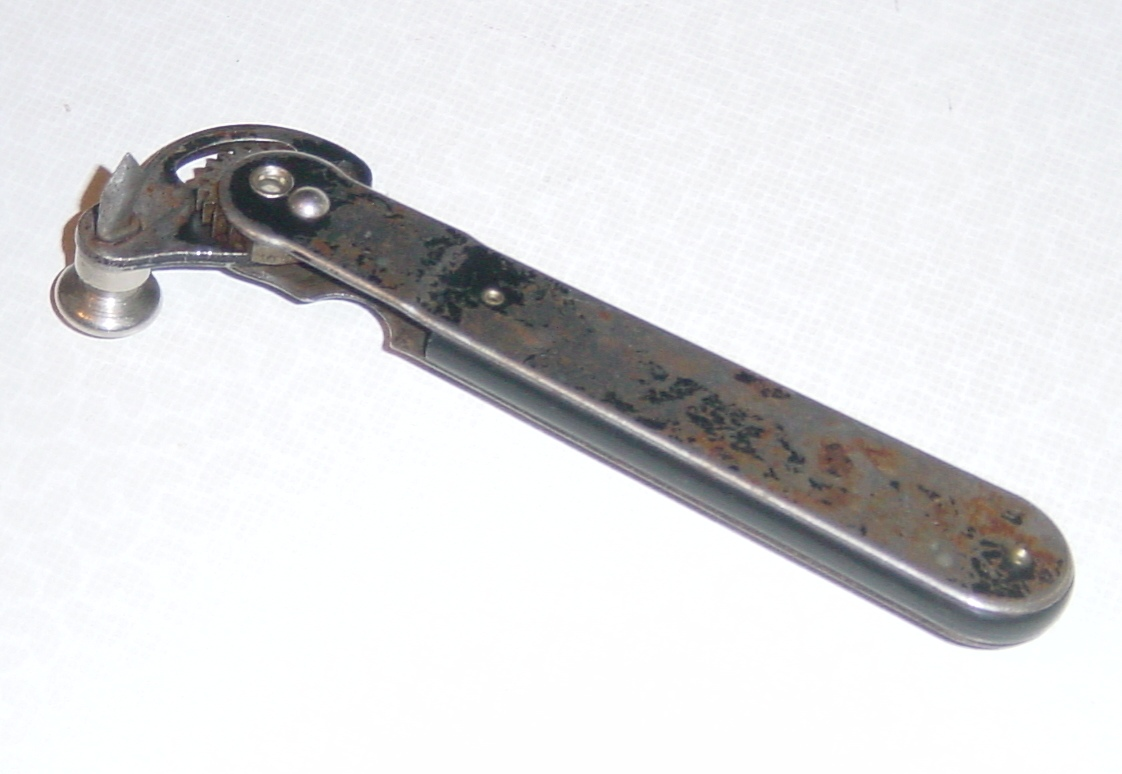
Ouvre-boîte allemand, modèle ancien, à molette crantée horizontale.
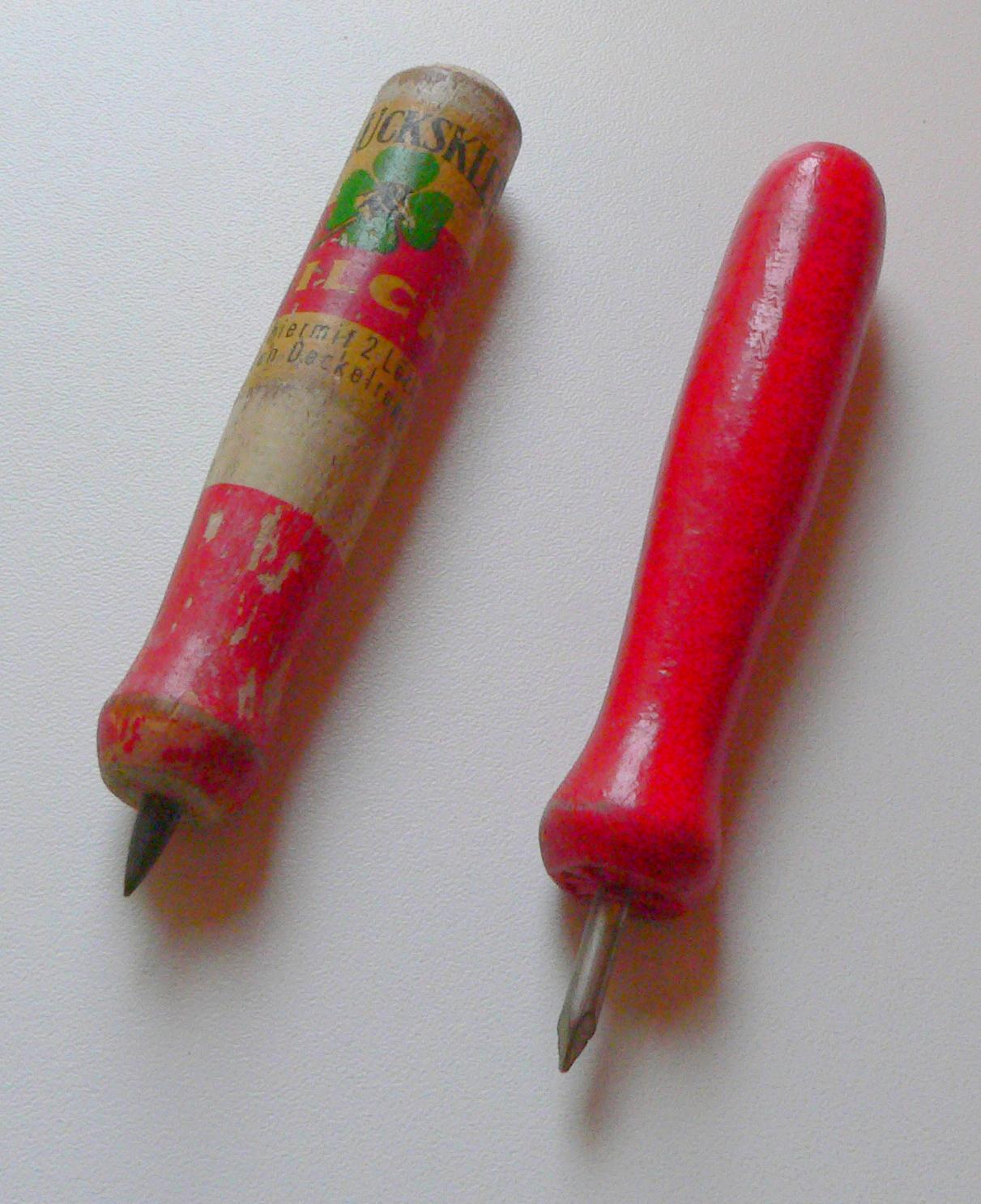
Perce-boîte allemand, pour le lait condensé.
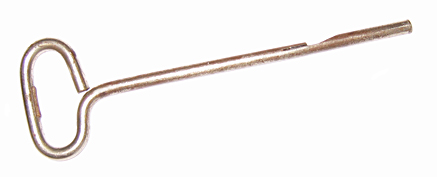
Clé à sardines.